# Stefan Čolović
Stefan Čolović (in serbo Стефан Чоловић?; Belgrado, 16 aprile 1994) è un calciatore serbo, centrocampista del Nasaf Qarshi.

## Carriera
Ha giocato nella prima divisione dei campionati serbo, bosniaco, irlandese ed uzbeko.

## Palmarès

### Club

#### Competizioni nazionali
- Coppa d'Irlanda: 1

Dundalk: 2020
- Campionato uzbeko: 1

Nasaf Qarshi: 2024
- Supercoppa dell'Uzbekistan: 1

Nasaf Qarshi: 2025